# Pflegeberater
In Deutschland sind Pflegeberater von Pflegeversicherungen, -stützpunkten oder anderen Einrichtungen eingesetzte Ansprechpartner sowohl für pflegebedürftige Menschen als auch pflegende Angehörige. Ein Pflegeberater ermittelt den jeweiligen Unterstützungsbedarf und informiert unter anderem über Pflegeleistungen, Rehabilitationsmaßnahmen oder Anpassungen des Wohnumfeldes.

## Aufgaben
Pflegeberater sind im Auftrag von Kranken- und Pflegeversicherungen, in Pflegestützpunkten und -diensten, bei Sozialämtern, kommunalen und privaten Beratungsstellen, Wohlfahrtsverbänden und Verbraucherzentralen tätig.
Bei Bedarf erstellen sie Versorgungspläne mit den individuell nötigen rehabilitativen, medizinischen oder pflegerischen Hilfen. Sie veranlassen die jeweiligen Maßnahmen und helfen bei den Anträgen für entsprechende Sozialleistungen. Die Umsetzung der Versorgungspläne werden vom Pflegeberater überprüft und an veränderte Bedarfslagen angepasst. Außerdem koordinieren sie die Zusammenarbeit von Leistungsträgern und Diensten oder wirken in der Öffentlichkeitsarbeit mit. In Krankenhäusern sind sie in der Regel im Entlassmanagement tätig.
Pflegende Angehörige werden in die Beratung einbezogen, zum Beispiel über entlastende Angebote informiert oder in Pflegekursen geschult, bei Bedarf auch in der häuslichen Umgebung des Pflegebedürftigen.

## Rechtliche Grundlage
Gemäß § 7a Sozialgesetzbuch (SGB) XI hat in Deutschland seit 2009 jeder Pflegebedürftige Anspruch auf individuelle Beratung und Hilfestellung durch einen Pflegeberater bei der Auswahl und Inanspruchnahme von bundes- oder landesrechtlich vorgesehenen Sozialleistungen sowie sonstigen Hilfsangeboten. Die Pflegekassen setzen für die persönliche Beratung und Betreuung entsprechend qualifiziertes Personal ein.

## Qualifikation
Die berufliche Weiterbildung zum Pflegeberater ist durch die Empfehlungen des Spitzenverbands Bund der Krankenkassen (GKV-Spitzenverband) geregelt. Für die Zulassung zur Weiterbildung wird in der Regel eine abgeschlossene Berufsausbildung vorausgesetzt, beispielsweise als Altenpfleger, Krankenschwester oder Sozialversicherungsfachangestellte; oder ein Hochschulstudium, zum Beispiel im Bereich Soziale Arbeit.
Die Lehrgänge gemäß § 7a dauern in Vollzeit etwa drei bis fünf Monate, in Teilzeit etwa ein Jahr.
Die Inhalte der Weiterbildung werden im theoretischen Unterricht vermittelt. Dazu gehören unter anderem Kenntnisse in der Beratung zu pflegeinhaltlichen Fragen und Pflegeanleitung, theoretische und praktische Grundlagen des Case Managements und Kenntnisse in den pflegerelevanten Rechtsfeldern (z. B. allgemeines Sozialrecht, Leistungsrecht der Kranken-, Pflege-, Rentenversicherung, Sozialhilfe, Vertragsrecht). Je nach Grundqualifikation beinhaltet die Weiterbildung ein Pflegepraktikum, das in Pflegediensten, teil- bzw. vollstationären Pflegeeinrichtungen oder Hospizen abgeleistet werden kann.